# Pseudocossus boisduvalii
Pseudocossus boisduvalii är en fjärilsart som beskrevs av Pierre E.L. Viette 1955. Pseudocossus boisduvalii ingår i släktet Pseudocossus och familjen Brachodidae. Inga underarter finns listade i Catalogue of Life.